# Sibinal
Sibinal är en kommunhuvudort i Guatemala.   Den ligger i departementet Departamento de San Marcos, i den västra delen av landet, 170 km väster om huvudstaden Guatemala City. Sibinal ligger 2 693 meter över havet och antalet invånare är 1 657.
Terrängen runt Sibinal är bergig västerut, men österut är den kuperad. Terrängen runt Sibinal sluttar söderut. Runt Sibinal är det ganska tätbefolkat, med 149 invånare per kvadratkilometer. Närmaste större samhälle är Tacaná, 10,1 km norr om Sibinal. I omgivningarna runt Sibinal växer huvudsakligen savannskog.